# لودو (لعبة)

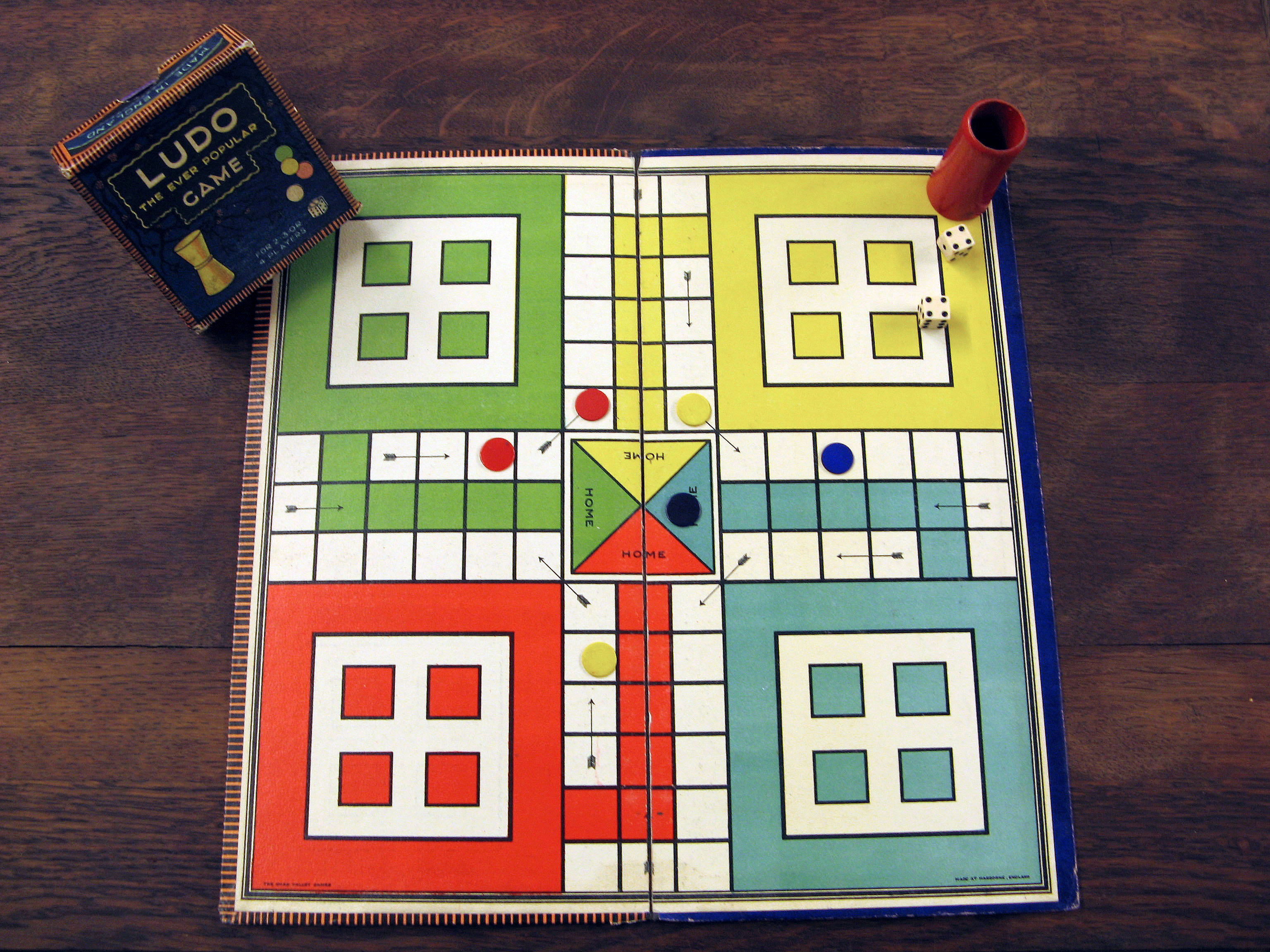
لوحة ليدو

ليدو أو لودو (بالإنجليزية: Ludo)‏ هي لعبة لوحية مخصصة لشخصين أو أربعة أشخاص، يكون لدى اللاعب فيها 4 قطع خاصة به يحركها عن طريق النرد وبإمكان قطع اللاعب أكل قطع اللاعب الآخر وإرجاعه إلى نقطة البداية، يعود أصل اللعبة إلى لعبة الباتشيسي الهندية إلا أن هذه اللعبة أبسط ومعروفة أكثر في العالم وتحت أسماء مختلفة.